# Dirk Bisschop
Dirk Bisschop (28 maart 1955 – Damme, 1 mei 2014) was een Belgische politicus voor CD&V. Hij was burgemeester van Damme.
Bisschop volgde een technische opleiding als lasser en werkte bij Electrabel.
Hij ging in de gemeentepolitiek en werd in 1989 gemeenteraadslid voor CVP. Drie jaar later werd hij schepen, wat hij bleef na de verkiezingen van 1995. Bij de gemeenteraadsverkiezingen van 2000 stond hij tweede op de CVP-lijst, na Vlaams volksvertegenwoordiger Joachim Coens, zoon van oud-burgemeester Daniël Coens. De CVP haalde de meerderheid met 64% van de stemmen. Bisschop haalde echter meer voorkeurstemmen dan lijsttrekker Coens en eiste zelf het burgemeesterschap op. Aanvankelijk besloot de CVP-fractie om Coens voor te dragen als burgemeester, maar na protest trok hij zijn kandidatuur terug en Bisschop werd vanaf 2001 de nieuwe burgemeester van Damme.
Hij overleed in mei 2014 op 59-jarige leeftijd aan de gevolgen van een auto-ongeval dat  plaatsvond in Vivenkapelle, een dorp in Damme. Bisschop werd op 10 mei begraven in Damme bij de Onze-Lieve-Vrouwekerk.